# فرودگاه ووتجه
فرودگاه ووتجه (به انگلیسی: Wotje Airport)  یک فرودگاه   با کد یاتا WTE است که یک باند فرود چمن دارد و طول باند آن ۱۳۰۳ متر است. این فرودگاه در  کشور جزایر مارشال قرار دارد و در ارتفاع ۱ متری از سطح دریا واقع شده است.